# Царь-плотник
Царь-плотник — памятник Петру I, изначально установленный в Санкт-Петербурге на Адмиралтейской набережной в 1910 году по модели скульптора Л. А. Бернштама и восстановленный в 1996 году.

## История
Л. А. Бернштам был «любимым скульптором государя», императора Николая II. С 1885 года жил и работал во Франции. Скульптор благополучно пережил события революции, так как постоянно проживал во Франции (он скончался в Ментоне в 1939 году). Бернштам создал пять моделей памятников, посвящённых царю-реформатору. Одна из них была показана на Всемирной выставке, в Париже в 1900 году. Императору во время его визита в Париж особенно понравились гипсовые модели двух памятников, выполненные Бернштамом: «Пётр I спасает тонущих рыбаков близ деревни Лахта в ноябре 1724 года» и «Пётр I обучается в городе Саардаме в Голландии корабельному делу в 1697 году» («Царь-плотник»), и он повелел их отлить в бронзе в качестве дара городу Санкт-Петербургу.
Скульптуры предполагалось установить на Каменноостровском проспекте, но затем выбрали другое место: Адмиралтейскую набережную. Работами руководил архитектор А. И. фон Гоген, он же спроектировал постаменты в виде сужающихся кверху скал из красного гранита. По велению императора вторую отливку скульптуры «Царь-плотник» отправили в Голландию как подарок городу Саардаму и в марте 1911 года её установили на старинной площади Дамплейн. В 1913 году её уменьшённую копию поставили в Летнем саду в Санкт-Петербурге напротив террасы Лебяжьей канавки.
В 1910 году на Адмиралтейской набережной заняли своё место два памятника: «Царь-плотник» и «Пётр I спасает тонущих рыбаков». Отношение к ним было неоднозначным. Особенно возмущались художники, члены петербургского кружка «Мир искусства», для которых царь Пётр был «кумиром» и история основания Санкт-Петербурга имела в их творчестве особое значение. Лидер объединения А. Н. Бенуа писал: «Статуя Бернштама, быть может, не так плоха сама по себе, но как некстати стоит эта беспокойная, извилистая мелкая групка среди окружающих её горделивых величавых громад… Этот полированный и глянцевитый „дикий“ камень… эта шикарная парижская патина в бронзе, эти патетические жесты, это безжизненное понурое лицо, вся эта условная декоративность дешёвого стиля модерн».
Историк петербургской архитектуры В. Я. Курбатов отозвался ещё более возмущённо: «К сожалению, появляется ещё кое-что похуже Антокольского, это — бернштамовские произведения на берегу Невы», далее, имея ввиду многие утраты петербургской классической архитектуры в конце XIX века, Курбатов подчёркивал, что и это «не оправдывает постановку некрасивого комка бронзы» перед «аркой Адмиралтейства, перед одной из основных гордостей русской архитектуры». Противоречия немасштабной и натуралистично выполненной скульптуры на фоне архитектуры классицизма были очевидны.
Это послужило поводом, наряду с объявленными советской властью в 1918 году мерами Плана монументальной пропаганды по сносу памятников воздвигнутых «в честь царей и их слуг» не представляющих «исторической и художественной ценности». Постановлением Наркомпроса РСФСР в декабре 1918 года оба памятника были снесены (к тому времени они были закрыты деревянными щитами с революционной росписью М. В. Добужинского). Памятник в Летнем саду был уничтожен в 1930 году. Другие памятники Петру I, установленные в Выборге и Ревеле также имели сложную историю, в разное время их снимали и восстанавливали.

…второй Петр, плотник саардамский, работал топором над постройкой ботика по другую сторону Адмиралтейства, у его западных речных ворот. Это был памятник-безделушка, по своему характеру скорее настольная фигурка, чем монумент. В двадцатых годах он также исчез отсюда.
— Успенский Л.В. Одни ушли, другие живут рядом // Записки старого петербуржца. — Л.: Лениздат, 1970.

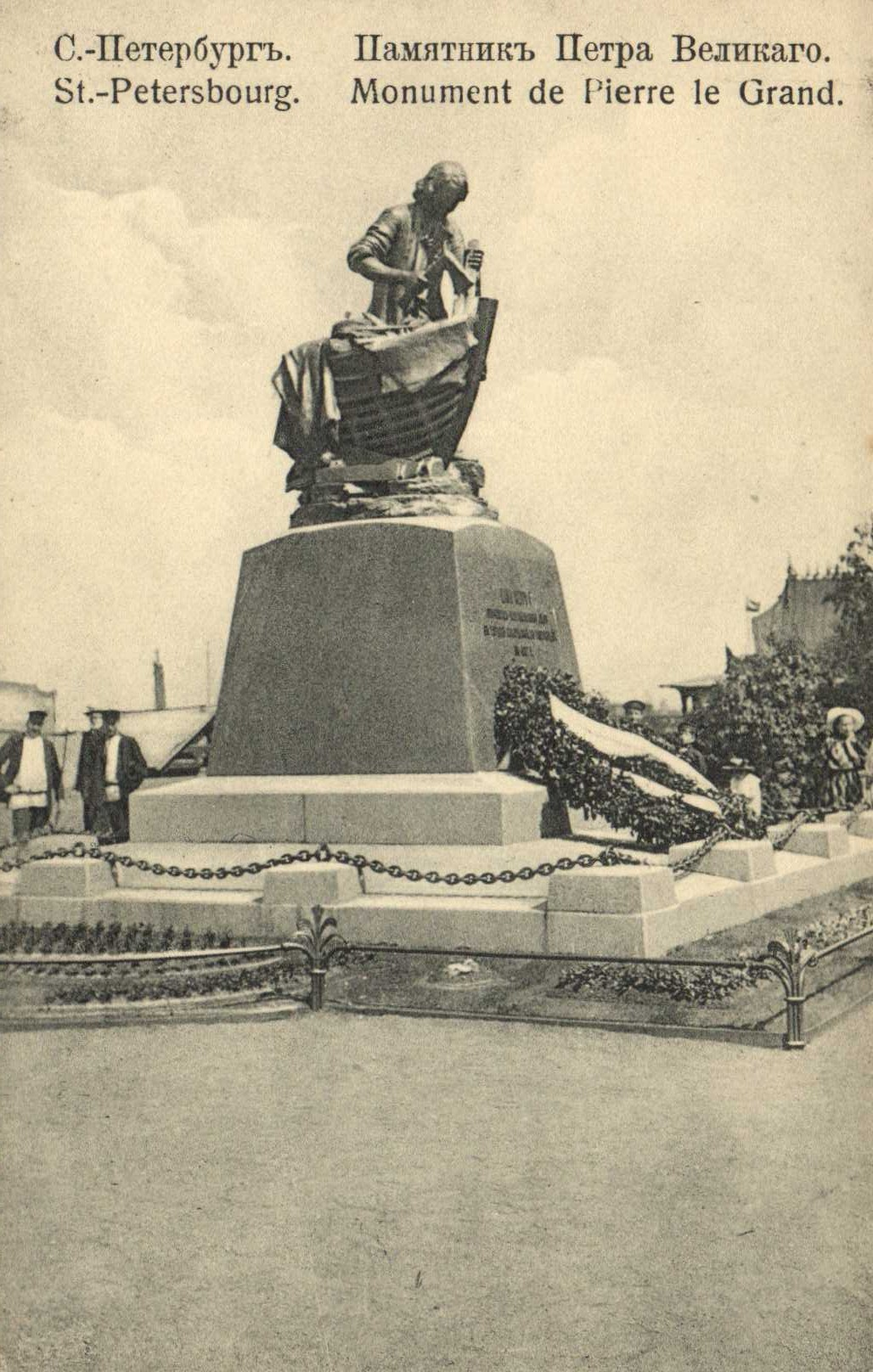
Первоначальный вид памятника

В 1996 году копия скульптуры «Царь-плотник», выполненная с реплики, находившейся в городе Саардам (ныне Зандам), была подарена городу Санкт-Петербургу правительством Нидерландов. Бронзовая скульптура Петра I была доставлена в город на Неве военным кораблем Королевских ВМС Нидерландов 1 августа 1996 году, а 7 сентября установлена на набережной рядом со зданием Адмиралтейства (постамент — арх. Ф. К. Романовский, художник И. Г. Уралов). В этот день одновременно в Зандаме и Санкт-Петербурге были организованы праздничные торжества, посвященные 300-летнему юбилею поездки Петра I в Голландию. Церемонию в Санкт-Петербурге открывал наследный принц Виллем-Александр.
Надпись на постаменте гласит:
Этот памятник подарен городу Санкт Петербургу Королевством Нидерландов. Открыт 7 сентября 1996 года Его Королевским Высочеством Принцем Оранским.
Второй, парный, памятник, «Пётр I спасает тонущих рыбаков» так и не восстановлен, хотя его уменьшенные копии сохранились в музейных собраниях.
Известны и другие памятники Петру Великому работы скульптора Леопольда Адольфовича Бернштама со сложной судьбой. Памятник «Пётр I с малолетним Людовиком XV» был установлен в Петергофе, уничтожен после революции, а в 2005 году восстановлен в прежнем виде, включая оригинальный по форме трёхступенчатый постамент. Памятник Петру I в Выборге был сооружён в 1910 году и дважды сносился финскими военнослужащими (в 1918 и 1941 годах), но впоследствии восстанавливался на прежнем месте.